# Geschiedenis van Sao Tomé en Principe

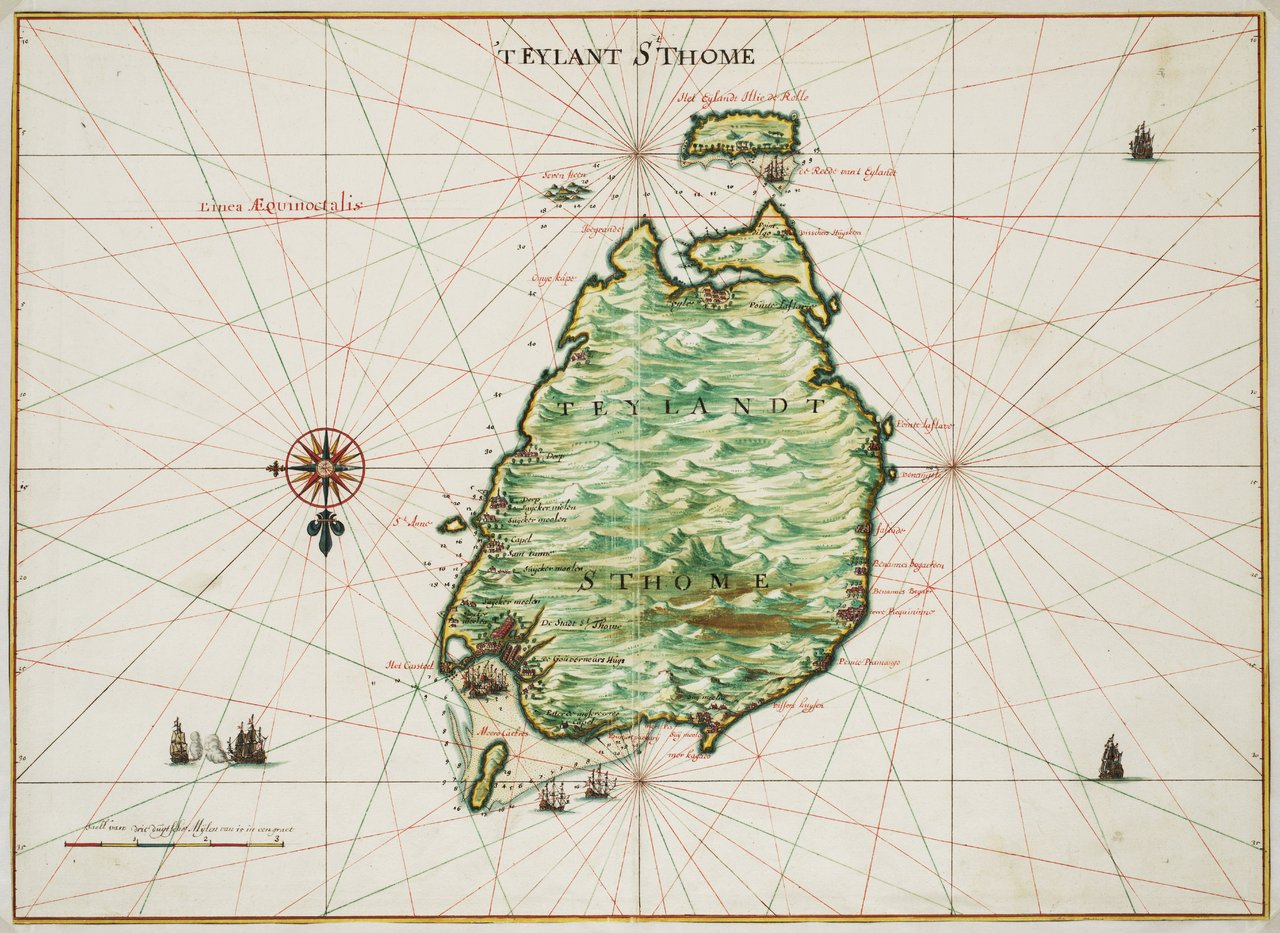
Een kaart van Sao Tomé, gemaakt door Johannes Vingboons (1665) met het noorden onderaan

De geschiedenis van Sao Tomé en Principe is het verhaal van het gebied van het huidige Sao Tomé en Principe, een land in Afrika.

## Ontdekking en exploitatie door Portugezen (1470 - 1750)
De eilanden São Tomé en Príncipe waren onbewoond toen de Portugezen voet aan wal zetten tussen naar schatting 1469 en 1471. Nadat beide eilanden ontdekt werden door João de Santarém en Pêro Escobar, verkenden Portugese zeevaarders het gebied en besloten ze dat het een goede locatie zou zijn om een nederzetting te plaatsen van waaruit gehandeld kan worden met het vasteland.
In 1493 werd de eerste succesvolle nederzetting op São Tomé bewerkstelligd door Álvaro Caminha aan wie het land geschonken werd door de koning. Príncipe werd in 1500 onder gelijksoortige afspraken bewoond. Het was echter moeilijk om kolonisten aan te trekken. Veel van de vroegste inwoners werden door Portugal zelf gezonden omdat ze daar als ongewenst beschouwd werden. Het betrof veelal Joden. De vulkanische ondergrond bleek uiterst geschikt voor het bedrijven van landbouw, in het bijzonder voor de suikerteelt. Het cultiveren van suiker was destijds een intensief proces dat veel arbeidskracht vergde. Daarom begonnen de Portugezen met het importen van grote aantallen slaven, afkomstig van het Afrikaanse vasteland. In het midden van de 16e eeuw hadden de Portugezen van de eilanden reeds de grootste suikerexporteur van Afrika gemaakt. São Tomé en Príncipe werden door de Portugese kroon respectievelijk overgenomen in 1522 en 1573. Superieure suikerkolonies in de westelijke hemisfeer werden echter een doorn in het oog van deze eilanden. De grote slavenpopulatie was ook moeilijk om te controleren, zeker omdat de Portugezen slechts een beperkt aantal middelen ter beschikking hadden. De Nederlanders veroverden en bezetten São Tomé gedurende zeven jaar vanaf 1641, waarbij zeventig suikermolens met de grond gelijk werden gemaakt. De cultivatie van suiker daalde de volgende eeuw in belang en in het midden van de 17e eeuw was de economie van São Tomé in grote mate veranderd. Nu was het vooral een transitiepunt in de slavenhandel tussen het westen en het continentale Afrika waar schepen konden aanmeren.

## Negentiende eeuw
In de vroege 19de eeuw werden twee nieuwe impulsen gegeven aan de economie, in de vorm van koffie en cacao. De vruchtbare vulkanische ondergrond bleek uiterst geschikt voor deze marktgewassen. Er werden extensieve plantages gemaakt om deze gewassen te exporteren, genaamd roças. Deze plantages waren veelal in handen van Portugese bedrijven. In 1908 was São Tomé 's werelds grootste producent van cacao geworden. Het systeem van de roças, waarbij plantageleiders veel autoriteit hadden, heeft geleid tot wandaden jegens de Afrikaanse boerderijwerkers. Hoewel Portugal de slavernij in 1876 formeel heeft afgeschaft, ging de praktijk van gedwongen betaalde arbeid door. In de vroege 20e eeuw groeide de controverse, mede ontsprongen door internationale publicaties, over de praktijk waarbij o.a Angolese en Kaapverdiaanse contractwerkers werden onderworpen aan gedwongen arbeid in onmenselijke werkomstandigheden. Deze wantoestanden leidden tot een uitbraak van opstanden in 1953 waarbij verscheidene honderden Afrikaanse arbeiders werden gedood in hun strijd tegen de Portugese overheersers. Dit bloedbad van Batepá is een van de grootste gebeurtenissen in de koloniale geschiedenis van het eiland. De verjaardag ervan wordt nog steeds herdacht.

## São Tomé en Príncipe als moderne natie
Tijdens de afscheidingsoorlog van Nigeria (Nigeriaanse burgeroorlog, 1967-1970) diende São Tomé als een grote basis voor operaties van de luchtbrug van Biafran (Engels: Biafran airlift). Deze luchtbrug was een internationaal humanitair project waarbij men voedsel en medicijnen naar Oost-Nigeria vloog. Door deze luchtbrug werden naar schatting meer dan een miljoen levens gered. In de late jaren '50, wanneer andere opkomende naties op het Afrikaanse continent hun onafhankelijk opeisen, vormt een kleine groep van Santomezen de MLSTP (Portugees: Movimento de Libertação de São Tomé e Príncipe/Partido Social Democrata), een beweging die ijvert voor de bevrijding van São Tomé en Príncipe. Diens basis werd uiteindelijk geplaatst in het nabijgelegen Gabon. In de jaren '60 stuwde een reeks van gebeurtenissen de eilanden naar de onafhankelijkheid. Zo werd de dictatuur in Portugal (1974, april) onder de voet gelopen. Het nieuwe Portugese regime was het idee genegen om de overzeese kolonies onafhankelijk te laten worden. In november 1974 ontmoetten afgevaardigden van de Portugese regering de MLSTP in Algiers waarbij ze een overeenkomst opstelden om de soevereiniteit te overhandigen. Na een korte transitieperiode werd São Tomé and Príncipe onafhankelijk op 12 juli 1975. De eerste president was de Secretaris-Generaal van de MLSTP, Manuel Pinto da Costa.
In de jaren '90 werd São Tomé een van de eerste Afrikaanse landen die democratische hervormingen en veranderingen van de grondwet implementeerde, waaronder de legalisatie van politieke oppositiepartijen. Deze veranderingen leiden tot verkiezingen in 1991 die geweldloos, vrij en transparant waren. Miguel Trovoada, een voormalig eerste minister die werd verbannen in 1986, keerde terug als onafhankelijk kandidaat en werd tot president verkozen. Trovoada werd herverkozen in 1996 tijdens de tweede presidentiële verkiezingen binnen het meerpartijensysteem. De Partido de Convergência Democrática-Grupa de Reflexão (PCD, Partij van de Democratische Convergentie) nam de machtspositie van de MLSTP over met een meerderheid van de zetels in de Assembleia Nacional, het parlement van deze natie. Gemeentelijke verkiezingen volgden in 1992 waar de MLSTP zijn machtspositie opnieuw innam door de meerderheid van de zetels te behalen in vijf van de zeven regionale raden. In de verkiezingen van november 1998 behaalde de partij een nog grotere meerderheid van de zetels. De overheid van São Tomé functioneert goed binnen het meerpartijensysteem. In juli 2001 werden presidentiële verkiezingen gehouden, waarbij de kandidaat van de Onafhankelijke Democratie Actiepartij, Fradique de Menezes, werd verkozen tijdens de eerste ronde. Hij werd geïnaugureerd op 3 september.
In juli 2003 nam het leger de macht voor één week, men klaagde over corruptie en de ongelijke verdeling van de aanstaande winsten die de oliesector zou genereren. Er werd met president De Menezes onderhandeld over een nieuw akkoord, waarna hij terugkeerde in zijn ambt. Op 30 juli 2006 werd de Menezes herverkozen voor een tweede vijfjarige termijn, in 2011 werd voormalig president Manuel Pinto da Costa weer tot president gekozen in 2016 werd hij opgevolgd door Evaristo Carvalho.
Geschiedenis van:
Algerije · Angola · Benin · Botswana · Burkina Faso · Burundi · Centraal-Afrikaanse Republiek · Comoren · Congo-Brazzaville · Congo-Kinshasa · Djibouti · Egypte · Equatoriaal-Guinea · Eritrea · Ethiopië · Gabon · Gambia · Ghana · Guinee-Bissau · Guinee-Conakry · Ivoorkust · Kaapverdië · Kameroen · Kenia · Lesotho · Liberia · Libië · Madagaskar · Malawi · Mali · Marokko · Mauritanië · Mauritius · Mozambique · Namibië · Niger · Nigeria · Oeganda · Rwanda · Sao Tomé en Principe · Senegal · Seychellen · Sierra Leone · Soedan · Somalië · Somaliland · Swaziland · Tanzania · Togo · Tsjaad · Tunesië · Westelijke Sahara · Zambia · Zimbabwe · Zuid-Afrika · Zuid-Soedan
Noord-Afrika · West-Afrika